# Anthicomorphus atronotatus
Anthicomorphus atronotatus es una especie de coleóptero de la familia Anthicidae.

## Distribución geográfica
Habita en Luzón (Filipinas).